# Ployart-et-Vaurseine
Ployart-et-Vaurseine – miejscowość i gmina we Francji, w regionie Hauts-de-France, w departamencie Aisne.
Według danych na styczeń 2014 roku gminę zamieszkiwały 22 osoby, a gęstość zaludnienia wynosiła 4,5 osób/km².